# دوبروسلتس
دوبروسلتس (به بلغاری: Dobroselets) یک منطقهٔ مسکونی در بلغارستان است که در توپولوفگراد واقع شده‌است.